# The Family Tree
The Family Tree   è una serie televisiva statunitense in 6 episodi trasmessi per la prima volta nel corso di una sola stagione nel 1983. La serie fu anticipata da un film per la televisione pilota, The Six of Us, trasmesso il 13 giugno 1982.
La serie venne cancellato dopo soli sei episodi a causa dei bassi ascolti.

## Trama
Annie Benjamin è una agente immobiliare divorziata con tre figli (uno dei quali, Toby, è non udente) che sposa Kevin Nichols, un costruttore divorziato con un figlio. I due devono quindi trovare un modo per far andare tutti d'accordo.

## Personaggi e interpreti
- Annie Benjamin Nichol, interpretata da Anne Archer
- Kevin Nichols, interpretato da Frank Converse
- Toby Benjamin, interpretato da Jonathan Hall Kovacs
- Tess Benjamin, interpretato da Melora Hardin
- Sam Benjamin, interpretato da Martin Hewitt
- Jake Nichols, interpretato da James Spader
- Josh Krebs, interpretato da Evan Ross
- Elizabeth Nichols, interpretata da Joanna Cassidy

## Produzione
La serie, ideata da Carol Evan McKeand (che aveva precedentemente creato In casa Lawrence) fu prodotta da Comworld Productions.

## Distribuzione
La serie fu trasmessa negli Stati Uniti dal 22 gennaio 1983 al 26 febbraio 1983  sulla rete televisiva NBC.

## Episodi
| Stagione       | Episodi | Prima TV USA |
| -------------- | ------- | ------------ |
| Prima stagione | 6       | 1983         |